# Aktiv Fritid
Aktiv Fritid er en dokumentarfilm instrueret af Fridtjof Bornkessel efter manuskript af Jørgen-Richard Lund.

## Handling
Om Hjemmeværnsskolen i Nymindegab.